# Gilera SMT 50

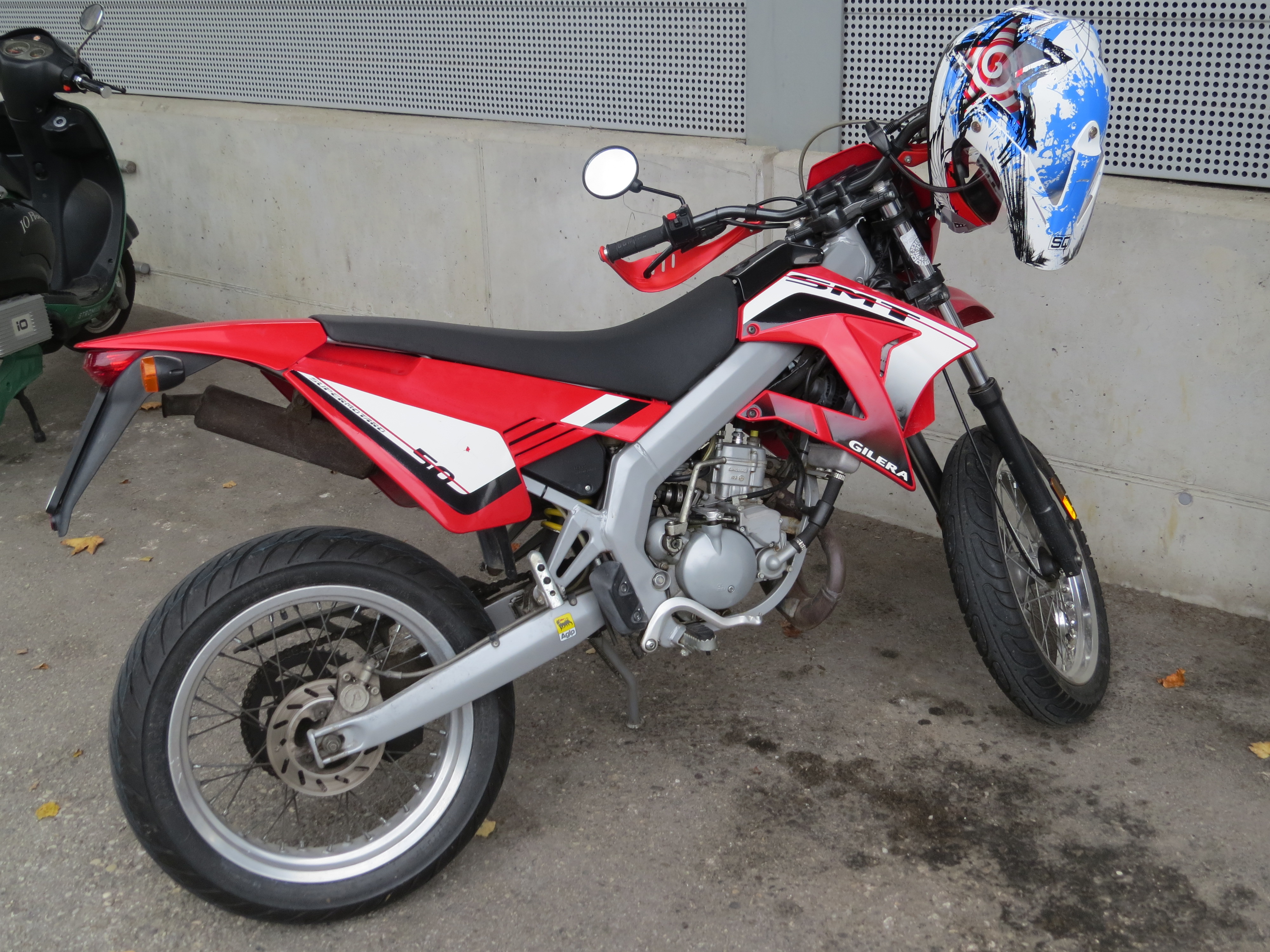
Gilera SMT 50

Die Gilera SMT 50 ist ein Kleinkraftrad der Marke Gilera und wurde in mehreren Serien ab 2003 produziert. Sie wurde bis 2020 verkauft, wird aber auf der Gilera-Internetseite nicht mehr angeboten. Angetrieben wurde es durch einen wassergekühlten Einzylinderzweitaktmotor, der auch in Fahrzeugen der Marke Derbi und Aprilia Verwendung findet. Alle diese Marken gehören zumindest Teilweise zum Piaggio-Konzern.
Die SMT50 teilt Rahmen und Bauweise mit der Derbi Senda und der Aprilia SX50. Teile der Verkleidung werden ebenfalls bei den Schwestermarken verbaut. Sie hat ein 6-Gang-Getriebe, hat entdrosselt 6,1 kW (ca. 8,5 PS) Leistung und erreicht eine technische Höchstgeschwindigkeit von ca. 80 bzw. 90 km/h. Bei einer Drosselung, die vom Werk aus für die Zulassung als Kleinkraftrad vorgeschrieben ist, hat sie 1,55 kW bzw. 1,85 kW (je nach Baujahr) und dabei liegt ihre am Tacho gemessene Höchstgeschwindigkeit etwa 60 km/h. Die Geländeausführung der Gilera SMT 50 ist die RCR 50. Sie teilen sich Dekor sowie den Aufbau (Dämpfer, Telegabel etc.). Die Gilera SMT 50 ist der Nachfolger der Gilera GSM 50.
Verschiedene Motorvarianten:
- bis 2006: EBS-Motoro

Ausstattung: 14-mm-Vergaser
Übersetzung: 14:53
- ab 2006: D50B0-Motor

Ausstattung: 17,5-mm-Dell’Orto-Vergaser
Übersetzung: 11:53
Auch der Hub wurde geringfügig verändert.

## Technische Daten (ab 2006)
Motor
- Einzylinderzweitaktmotor mit Getrenntschmierung (etwa 50:1)

- 49 cm³
- 1,85 kW (2 PS) bei 6500/min
- Antrieb über Kette
- 6-Gang-Fußschaltung
- Wassergekült
- Höchstgeschwindigkeit (nach StVZO) 45 km/h
- Kickstarter

- 2 Sitze

Vergaser
- Dell’Orto 17,5 mm

Maße und Gewicht
- Leergewicht 87 kg
- Gesamtlänge 2036 mm
- Gesamtlänge 840 mm
- Sitzhöhe 855 mm

Räder und Bereifung
- vorn 100/80 – 17", mit Scheibenbremse
- hinten 130/70 – 17", mit Scheibenbremse

Übersetzung
- vorn 11 Zähne, hinten 53 Zähne entspricht etwa 1:4,8

Sonstiges
- Tankinhalt Benzin ca. 7 Liter, Öl ca. 1,1 Liter
- 12-Volt-Bordnetz